# 黃貞穎
黃貞穎，經濟學家。生於台灣，于台灣大學獲得經濟學學士學位，于美國哈佛大學獲得經濟學博士學位。目前擔任台灣大學經濟系教授。研究領域為個體經濟學，實驗經濟學。